# Psychoda tenella
Psychoda tenella är en tvåvingeart som först beskrevs av Philippi 1865.  Psychoda tenella ingår i släktet Psychoda och familjen fjärilsmyggor. Inga underarter finns listade i Catalogue of Life.